# Парламентские выборы на Самоа (2011)
Парламентские выборы на Самоа проходили 4 марта 2011 года, на которых избирались 49 членов Фоно Самоа. Основными партиями были правящая Партия защиты прав человека (HRPP) и оппозиционная партия «Таутуа Самоа» (TSP), сформированная в декабре 2008 года кандидатами расформированной Партии Самоа. 
HRPP одержала уверенную победу, получив 36 (включая 7 присоединившихся независимых депутатов) из 49 мест законодательного собрания. «Таутуа Самоа» получила 13 мест парламента. Туилаэпа остался премьер-министром.

## Результаты
| Партия                                  | Партия                              | Голоса | %    | Места |
| --------------------------------------- | ----------------------------------- | ------ | ---- | ----- |
|                                         | Партия защиты прав человека (HRPP)  | 48 771 | 55,6 | 29    |
|                                         | «Таутуа Самоа»                      | 21 692 | 24,7 | 13    |
|                                         | Независимые                         | 17 311 | 19,7 | 7     |
| Недействительных/пустых бюллетеней      | Недействительных/пустых бюллетеней  |        | –    | –     |
| Всего                                   | Всего                               | 87 774 | 100  | 49    |
| Зарегистрированных избирателей/Явка     | Зарегистрированных избирателей/Явка |        |      | –     |
| Источник: Samoa General Elections, 2011 |                                     |        |      |       |